# Tipula (Trichotipula) longifimbriata
Tipula (Trichotipula) longifimbriata is een tweevleugelige uit de familie langpootmuggen (Tipulidae). De soort komt voor in het Palearctisch gebied.